# Dolores Prats
Dores Prats (nascida em 1775–1834), também conhecida como Dores Prats de Huisi, foi uma refugiada chilena. É considerada uma das Patricias Argentinas, especialmente por sua participação na produção da bandeira do Exército dos Andes, conjuntamente com as mendoncinas Mercedes Álvarez Morón, Margarita Corvalán, Laureana Ferrari e Remédios de Escalada.

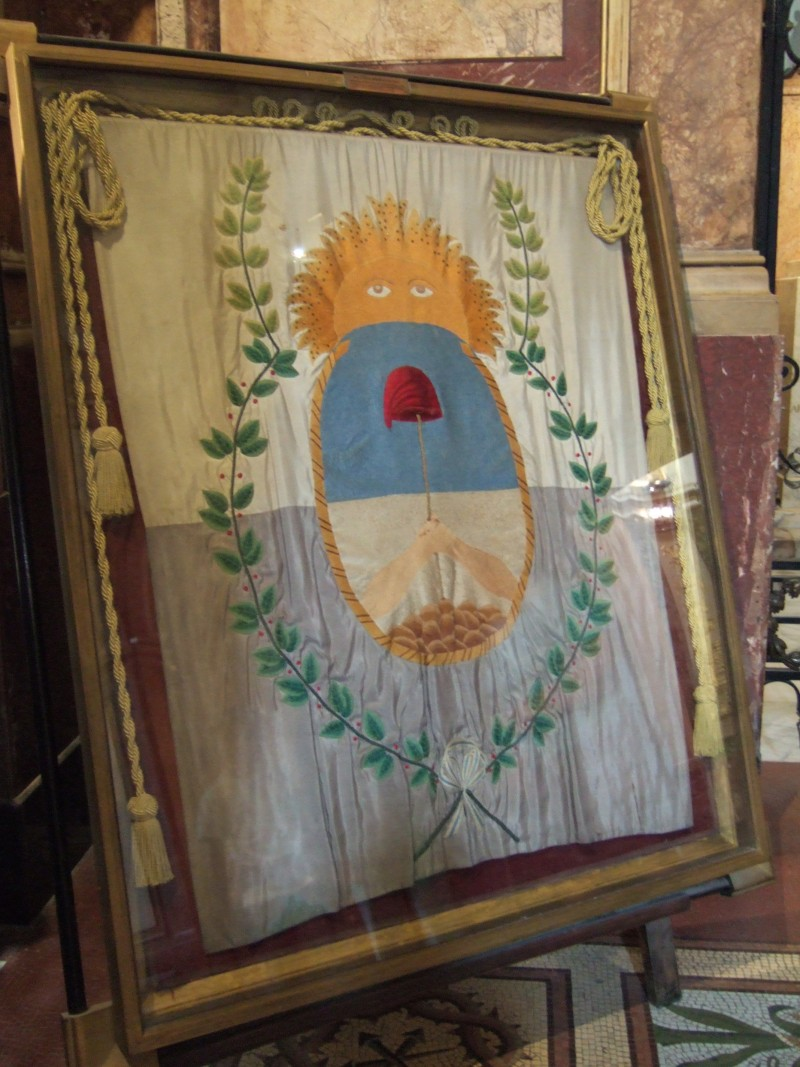
Bandeira do Exército dos Andes

Dores Prats, viúva de um rico abastado de fazendas de Talcahuano falecido durante a Reconquista da Pátria Velha, chegou emigrada desde Valparaíso (Chile) a Mendoza em 1814. Em dezembro de 1816, depois de proclamar-se a independência das Províncias Unidas, o general José de San Martín assistiu a uma velada na casa da família de Laureana Ferrari, onde solicitou às damas presentes que produzissem a bandeira da nova nação. As presentes aceitaram e é bem assim como iniciaram a trabalhosa tarefa de procurar os materiais necessários para a missão. Uma vez achados, o bordado em seda esteve dirigido por Dores Prats, a maior e mais experimentada bordadora do grupo. A bandeira teve um custo de 140 pesos fortes, e foi abençoada na igreja Matriz de Mendoza o 5 de janeiro de 1817.
Um bairro da cidade de Mendoza leva seu nome, ainda que é denominado popularmente como Bairro A Estanzuela.